# Palaeopolistes jattioti
Palaeopolistes jattioti (лат.) — ископаемый вид ос из рода Palaeopolistes (Polistinae) семейства Vespidae. Эоцен. Франция (Monteils, Gard).

## Описание
Длина около 1 см (8,41 мм = голова + мезонотум + сохранившиеся метасомальные сегменты 1 и 2). Паратегулы отсутствуют. Первый метасомальный сегмент вытянутой формы, его максимальная ширина в 2 раза меньше максимальной ширины второго метасомального сегмента. Затылочный и пронотальные кили развиты. Маргинальная ячейка заострённая. Длина престигмы в 3 раза меньше длины птеростигмы. Длина поперечной секции жилки медиальной жилки (M) между RS и 1m-cu короче, чем между 1m-cu и 2m-cu.
По строению глаз, крыльев и брюшка близок к некоторым родам бумажных ос подсемейства полистины. Однако, систематическое положение рода и вида Palaeopolistes jattioti в составе Polistinae остаётся неясным. Ранее описанные древнейшие ископаемые полисты Polistes vergnei, Polistes industrius, Polistes signatus, Polistes kirbyanus, Polybia anglica, Polybia oblita, Polistes attavinus отличаются от Palaeopolistes jattioti. Вид был впервые описан по двум отпечаткам самок в 2013 году французскими палеоэнтомологами Адрианом Перре (Adrien Perrard), Андре Нелем (André Nel; Национальный музей естественной истории, Париж) и американским гименоптерологом Джеймсом Карпентером (James M. Carpenter; Division of Invertebrate Zoology, Американский музей естественной истории, Нью-Йорк). Видовое название дано в честь Romain Jattiot, обнаружившего один из типовых экземпляров (паратип), а родовое образовано от сочетания двух слов: palaeus (древний) и Polistes.